# Anania tripartalis
Anania tripartalis is een vlinder van de familie van de grasmotten (Crambidae). De wetenschappelijke naam van deze soort is voor het eerst voorgesteld als Pionea tripartalis door George Francis Hampson in een publicatie uit 1899.
De soort komt voor in Peru.